# Giacomo Leopardi
Giacomo Taldegardo Francesco di Sales Saverio Pietro Leopardi, Conte (n. 29 iunie 1798, Recanati, Marchia Anconitana, Statele Papale – d. 14 iunie 1837, Napoli, Regatul celor Două Sicilii) este considerat, alături de Dante, cel mai mare poet italian, precum și unul dintre cei mai mari gânditori ai acestei țări.

## Biografie
Giacomo Leopardi s-a născut la Recanati, Italia, pe 29 iunie 1798. Mama, Adelaide dei marchesi Antici era cunoscută pentru zgârcenia ei exagerată și se spune că se înveselea la moartea unui fiu nou-născut, luând în considerare cheltuielile care ar fi rezultat după naștere. Probabil pentru a compensa această lăcomie maniacă, tatăl său, contele Monaldo, nobil și intelectual s-a dedicat să risipească averea familiei; în schimbul acesteia "a acumulat" o vastă bibliotecă.
Crescut cu o rigidă educație religioasă, Giacomo Leopardi și-a găsit repede drumul din prietenoasa bibliotecă a tatălui care a ocupat locul jucăriilor din copilărie. La vârsta de 15 ani, Giacomo cunoștea deja mai multe limbi și a citit aproape tot: limbile clasice, ebraica, limbi moderne, istorie, filosofie și filologie (precum științele naturii și astronomie). Profesorii care ar fi trebuit să-l pregătească pentru preoție și-au dat seama repede că nu au multe să-l învețe. În cei șapte ani care i-a urmat, Leopardi s-a aruncat într-un studiu "nebun și disperat" în care traducea clasicii, practica șapte limbi, a scris un text de specialitate despre astronomie și a scris un poem fals în greaca antică, suficient de convingător pentru a păcăli un expert.
Nu i-a fost permis să iasă din casă până ce a împlinit douăzeci de ani. Ambițiile sale academice au fost subminate de insistența tatălui său care se gândea că ar putea deveni preot. Exasperat de familie și de închidere, în special culturală din Marche, Stato Pontificio, a încercat să fugă de acasă, dar tatăl său a reușit să prevină și să contracareze planurile sale. Din cauza studiilor scăpate de sub control s-a îmbolnăvit. Era slăbit, suferea de astm și era afectat de o formă de scolioză. Se auto-definea un "mormânt de mers pe jos" și era conștient de aspectul său și de efectul care-l provoca asupra oamenilor pe care-i întâlnea. Cu toate acestea, nu a încetat să se îndrăgostească de fetele care nu-i răspundeau reciproc afecțiunii sau îl ignorau în totalitate.
Pierzând credința, Leopardi își îndrepta atenția spre filosofia materialistă și senistică (Pascal, Voltaire, Rousseau). Așa încheia convertirea lui filozofică. În această perioadă (1819-1823) aparținând de asemenea, compoziției cu numele de "Idilli", Infinitul, Luna și alte Canti (publicate în Bologna în 1824) și convertirea lui "de la frumos la adevăr", cu intensificarea ulterioară a elaborărilor sale filozofice, inclusiv teoria plăcerii.
În final, în 1822, părinții lui au fost de acord să facă o vizita la un văr din Roma, dar capitala l-a dezamăgit și chiar dezgustat. Viata și mediul literar al capitalei, i s-au părut mărunte și mediocre. Cu toate acestea scrierile sale au găsit mulți admiratori în cele mai bune cercuri literare din Roma; admiratori pe care îi găsea insuportabili și nici nu se ferea să-și ascundă comportamentul față de ei.

## Opera
Motivele centrale ale operei sunt constituite de meditația neliniștită a eului poetic, pierdut în infinitul misterios al universului, efemeritatea iubirii și imposibilitatea atingerii fericirii umane, conștiința durerii cosmice și a neantului, care anihilează iluziile și miturile individului, distrăgându-l de la viața ingenuă și naturală, instinctuală - considerată ca un blestem al naturii - și frânată, de asemenea, de legile unei societăți întemeiate pe egoism.
Viziunea lirică este predominant idilică, cu unele accente polemice, survenite din acceptarea solitară a salvării și din înțelegerea inutilității revoltei.

### Scrieri
- 1815: Eseu asupra erorilor populare ale anticilor ("Saggio sopra gli errori popolari degli antichi")
- 1831/1835: Cântece ("Canti")
- 1827/1834: Mici opere morale ("Operette morali")
- 1845: Studii filologice ("Studi filologici")
- 1898/1900: Însemnări ("Zibaldone'")
- 1813: Istoria astronomiei de la origini până în 1811 ("Storia dell'astronomia dalle origini al 1811")
- 1878/1880: Opere inedite.

De asemenea, Leopardi a efectuat traduceri din poeții consacrați ai antichității eline și latine și a lăsat în urmă o bogată corespondență.

### Infinitul
Infinitul este o poezie de Giacomo Leopardi scrisă în anii tinereții sale la Recanati, orașul său natal. Această operă a fost scrisă între anii 1818 și 1821, cel mai probabil în perioda dintre primăvară și toamnă a anului 1819. „L'infinito” aparține seriei cu numele Idilli (idile) publicată în 1826. Pe lângă „infinitul” (l'infinito), în aceeași serie de scrieri, sunt prezente opere ca „Luna” (La luna) și „Seara din ziua sărbătorii” (La sera del dì di festa).

### Textul
Această poezie este compusă din cincisprezece versuri endecasilabi, întrerupte de numeroase enjambements, care amplifică ideal semnificatul unei perioade, anulând pauza de ritm. "Infinitul, se compune din patru lungi perioade din care prima și ultima, se termină la finalul unui vers.
Folosirea de termeni vagi, ajută să dea o senzație de spațiu temporar indefinit, care este necesară, concentrându-se pe "Eu" și care solicită imaginația cititorului. Trebuie remarcată utilizarea demonstrativelor "acesta", "acela" menite să descrie distanța obiectului în plan subiectiv și nu în cel obiectiv.
Infinitul în viziunea leopardină, nu este un infinit real, dar este rezultatul imaginației omului și prin urmare, e de tratat într-un sens metafizic.